# اريان لابد
اريان لابد (بالفرنسية: Ariane Labed)‏ (و. 1984 – م) هي ممثلة من فرنسا . ولدت في أثينا .

## التعليم
تعلمت في جامعة إيكس مارسيليا ‏

## روابط خارجية
- اريان لابد على موقع IMDb (الإنجليزية)
- اريان لابد على موقع ميتاكريتيك (الإنجليزية)
- اريان لابد على موقع روتن توميتوز (الإنجليزية)
- اريان لابد على موقع قاعدة بيانات الأفلام العربية
- اريان لابد على موقع ألو سيني (الفرنسية)
- اريان لابد على موقع تيرنر كلاسيك موفيز (الإنجليزية)
- اريان لابد على موقع أول موفي (الإنجليزية)
- اريان لابد على موقع قاعدة بيانات الأفلام السويدية (السويدية)
- اريان لابد على موقع قاعدة بيانات الفيلم (الإنجليزية)
- اريان لابد على موقع ليتربوكسد (الإنجليزية)